# Irbisia oreas
Irbisia oreas är en insektsart som beskrevs av Bliven 1963. Irbisia oreas ingår i släktet Irbisia och familjen ängsskinnbaggar. Inga underarter finns listade i Catalogue of Life.